# Friedrich August Lehner

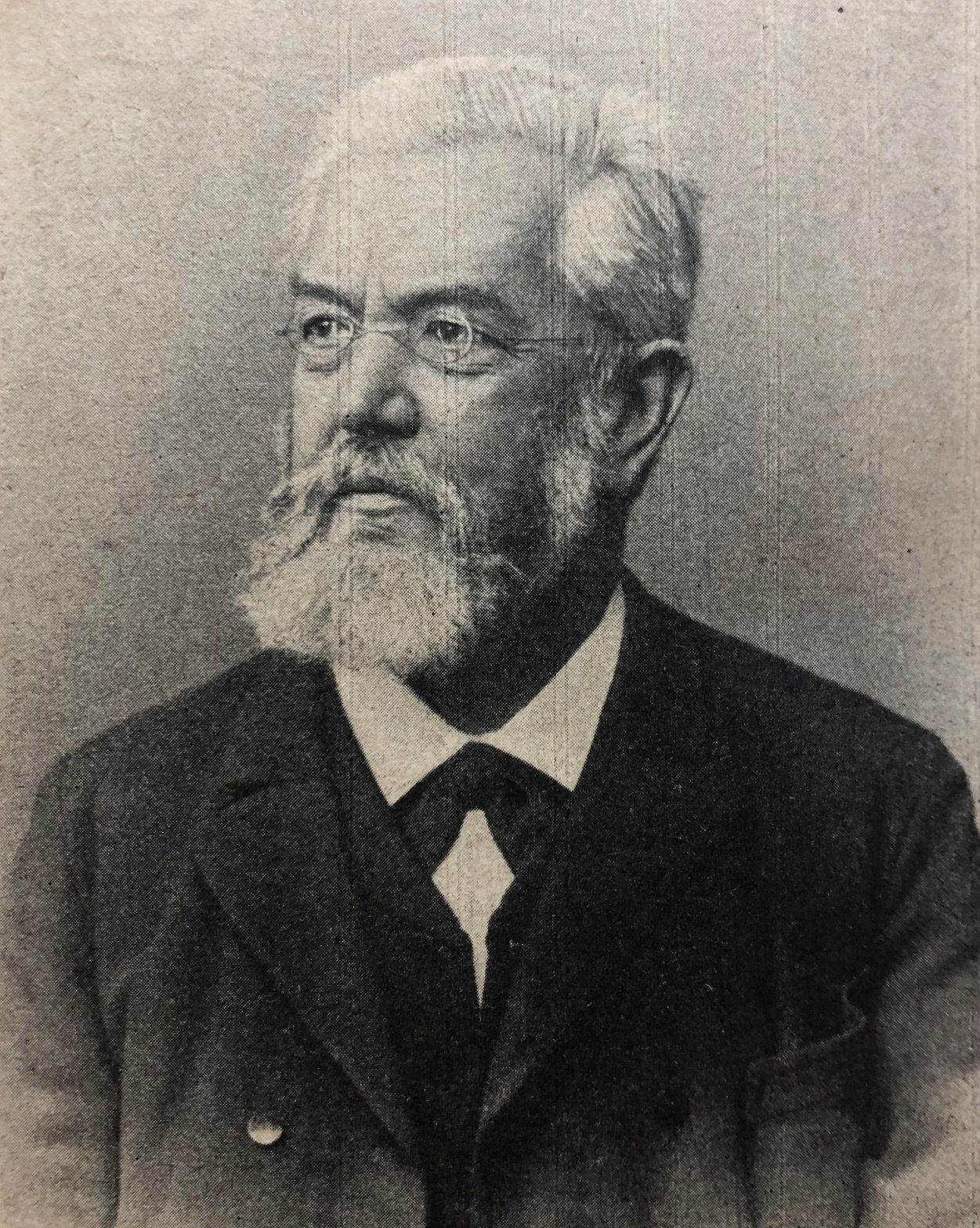
Friedrich August Lehner (1824–1895)

Friedrich August Lehner (* 10. Oktober 1824 in Geislingen; † 3. Juni 1895 in Stuttgart) war ein deutscher Kunsthistoriker und Museumsdirektor.

## Leben
Friedrich August Lehner wurde als Sohn eines aus Oeffingen stammenden Forstbeamten in Geislingen geboren. Für den geistlichen Stand bestimmt, besuchte er die Lateinschule in Balingen, dann das Gymnasium in Rottweil und studierte in Tübingen zunächst Theologie, erkannte aber, dass ihm der geistliche Beruf nicht lag und verlegte sich auf philologische Fächer und Archäologie. Im Jahr 1847 verließ Lehner die Universität und verdingte sich als Hauslehrer bei Adelsfamilien in Stuttgart, München und Wien.
Seine archäologischen und kunstgeschichtlichen Studien konnte Lehner parallel zu dieser Tätigkeit fortsetzen. An der Universität Leipzig erlangte er 1863 den Doktorgrad. Anschließend nahm Lehner an einer Exkursion unter der Leitung des Wiener Architekturprofessors  Friedrich Schmid in das Komitat Zips teil und schilderte seine Reiseeindrücke in der Wiener Zeitschrift Österreichische Revue. Zu Beginn des Jahres 1864 arbeitete er unter den Direktoren Rudolf Eitelberger und  Jacob Falke an der Einrichtung des  Österreichischen Museums für Kunst und Industrie in Wien.
Hier lernte er  Fürst Karl Anton von Hohenzollern kennen, der ihn nach Sigmaringen berief. Lehner wurde durch die Anstellungsurkunde Karl Antons vom 20. Juni 1864 zum Hofrat ernannt und zum Hofbibliothekar und Konservator der Fürstlichen Sammlungen bestellt. Seinem langjährigen Hofintendanten Karl von Mayenfisch schrieb der Fürst, dass Lehners Bestallung nicht das Ende von Mayenfischs Oberdirection bedeute, aber es sei „… durchaus nothwendig, daß die Sammlungen critisch und descriptiv cathalogisiert werden, weil erstens der ganze Sammlungscomplex in den Hausfideicommiß übergehen muß, zweitens weil die wissenschaftliche Zugänglichkeit und Auffindung erleichtert werden muß...“.
Lehner begann mit Mayenfischs Hilfe mit der Anlage eines Sammlungsinventars, das am Ende mehr als 7000 Einträge umfasste. Bei der Einrichtung und Ausstattung des neuen Museumsgebäudes auf Schloss Sigmaringen, das 1867 eröffnet wurde, konnte Lehner seinen Sachverstand mit Nachdruck unter Beweis stellen. Auch die Neuaufstellung und Katalogisierung der Bibliothek nahm er in Angriff, ebenso die Ergänzung und Ausweitung der Buchbestände. Nach dem Vorbild der Münchner Pinakothek begann Lehner zusammen mit dem Sigmaringer Fotografen Edwin Bilharz (1829–1895) ein Projekt zur Dokumentation altdeutscher Kunst in Hohenzollern. 1871 übernahm Lehner den Vorsitz des Hohenzollerischen Geschichtsvereins. Lehner war Mitbegründer der seit 1868 jährlich erscheinenden Vereinszeitschrift, die er bis 1886 auch redigierte. 1872 wurde Lehner in den Verwaltungsrat des Germanischen Nationalmuseums in Nürnberg gewählt. 1894 dreißigjähriger Tätigkeit in Sigmaringen trat Lehner 1894 in den Ruhestand. Er starb in Stuttgart am 3. Juni 1895.
Sein Sohn  Hans Lehner studierte Kunstgeschichte und Archäologie und war von 1892 bis 1898 Stellvertretender Direktor des Rheinischen Landesmuseums Trier und 1899 bis 1930 Direktor des Provinzialmuseums in Bonn sowie 1911 bis 1933 Mitglied der Römisch-Germanischen Kommission Frankfurt a. M.

## Schriften
- Ergötzliches in That und Wort vom Grafen und König Rudolph, in lustige Reime gebracht von F. A. Lehner Wien: Carl Gerold’s Sohn, 1859
- Über die früheste Entwickelung des Mariencultus: Vortrag, gehalten im grünen Saale der Akademie der Wissenschaften zu Wien am 11. April 1862 Wien: Hof- und Staatsdruckerei, 1862
- Deutsche Städtebilder aus Oberungarn In: Österreichische Revue 2 (1864), 1. Bd., S. 245–254; 2. Bd., S. 247–258; 4. Bd., S. 232–239 (Digitalisate)
- Fürstlich-Hohenzollern’sches Museum zu Sigmaringen. Verzeichniss der Schnitzwerke, … der Gemaelde, … der Thonwerke (1871); … der Emailwerke, … der Glaeser, … der Handschriften, … der Metallarbeiten, … der in dem Kleinodienschrank befindlichen Gegenstände (1872); … der Textilarbeiten, … des Mobiliars aus Holz, Leder, Bein etc. (1874) Sigmaringen: Tappen, 1871/1872/1874
- Die Marienverehrung in den ersten Jahrhunderten. Cotta, Stuttgart 1881 (Reprint: Vaduz/Liechtenstein: Sändig, 1985)